# La Bussière (Vienne)
La Bussière település Franciaországban, Vienne megyében. Lakosainak száma 301 fő (2022. január 1.). La Bussière Nalliers, Paizay-le-Sec, La Puye, Saint-Pierre-de-Maillé és Saint-Savin községekkel határos.

## Népesség
A település népességének változása:
| Lakosok száma | 325  | 321  | 330  | 323  | 319  | 314  | 310  | 304  | 301  |
|               | 2013 | 2015 | 2016 | 2017 | 2018 | 2019 | 2020 | 2021 | 2022 |